# Gottfried (Münsterschwarzach)
Gottfried (* um 1132 in Reupelsdorf; † 15. Dezember 1213) war von 1182 bzw. 1183 bis 1213 Abt des Benediktinerklosters in Münsterschwarzach.

## Leben
Über die Herkunft des Abtes Gottfried ist nur sehr wenig bekannt. In der Klosterchronik Felicitas Rediviva wurde er als Mitglied der Familie derer von Seinsheim bezeichnet. Sie hatte im unterfränkischen Seinsheim ihren namensgebenden Stammsitz. Wahrscheinlich wurde Gottfried in der Burg der Familie in Reupelsdorf geboren. Über die Jugend und Ausbildung schweigen die Quellen. Erst mit seinem Amtsantritt, nach dem Tod des Abtes Trageboto, in den Jahren 1182 oder 1183 wurde Gottfried wieder erwähnt.
Eine einzige Quelle, nämlich wiederum die Klosterchronik, erwähnte sogar das Alter Gottfrieds bei seiner Benediktion: Er soll bereits 50 Jahre alt gewesen sein. Gottfried kaufte in seiner Amtszeit, für seine Tante väterlicherseits, einen Zehnt in Ostheim bei Dettelbach zurück. Im Jahr 1189 beauftragte Papst Clemens III. den Abt, die Wunder, die sich am Grabe des Bischofs Otto von Bamberg ergeignet hatten, zu untersuchen.
Persönlich urkundete Gottfried nur auf einer undatierten und unbesiegelten Notiz, die zeigt, dass die Kanzlei des Klosters noch nicht als vollwertige Urkundenwerkstatt gelten konnte. Er verkaufte darin, mit der Zustimmung des Vogtes Rupert von Castell, einige Güter in Brünnstadt an das Zisterzienserkloster Ebrach im Steigerwald. Mit 79 bzw. 80 Jahren, glaubt man der Klosterchronik, verstarb Abt Gottfried am 15. Dezember 1213.

## Wappen

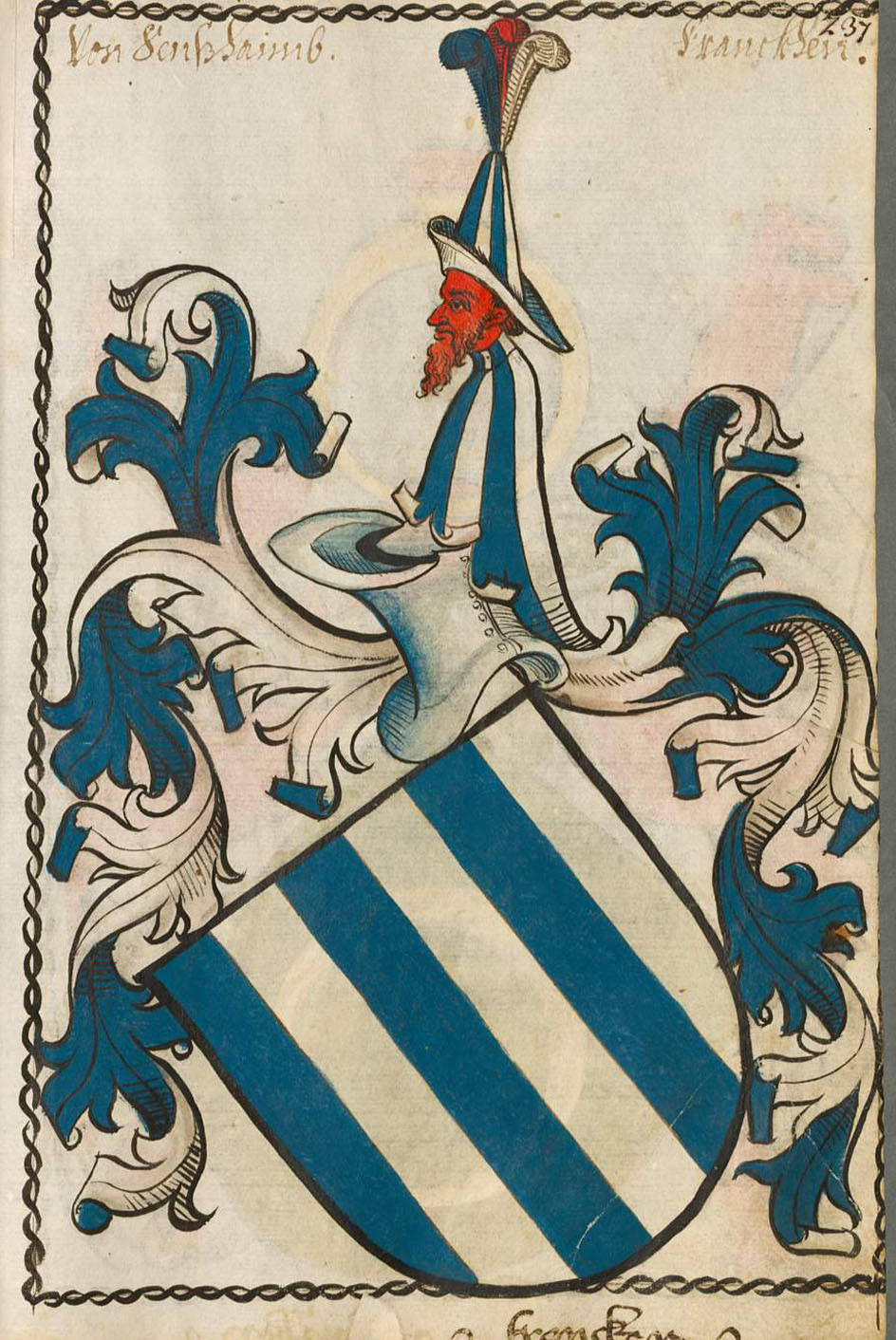
Das Familienwappen nach Scheibler

Ein persönliches Wappen ist für Abt Gottfried nicht überliefert. Sollte er jedoch Teil der weitverzweigten Familie der Ritter von Seinsheim gewesen sein, besaß er ein Familienwappen. Beschreibung des Familienwappens: Fünfmal von Silber und Blau gespalten.